# 錢鐸 (成化進士)
錢鐸（1454年—？），字道鳴，廣東廣州府東莞縣人，民籍，明朝政治人物。

## 生平
成化二十二年（1486年）丙午科廣東鄉試第十七名舉人。成化二十三年（1487年）中式丁未科會試第一百八十三名，二甲第五十三名進士。

## 家族
曾祖錢遂珍；祖父錢定；父錢永祥，母林氏。重庆下。